# 山田福三郎
山田 福三郎（やまだ ふくさぶろう、1868年11月30日（明治元年10月17日） - 1914年（大正3年）5月18日）は、日本の弁護士、特許弁理士、政治家。

## 経歴
埼玉県北埼玉郡小曽根村（現・熊谷市小曽根）出身。山田充八の息子。熊谷中学校に学ぶ。1885年に上京し、東京電信学校の官費生として入学する。卒業後逓信技手となり函館郵便電信局に在勤し、傍ら英米人に就き英学を修め兼ねて哲学法律学を独修する。
1894年、明治法律学校（現・明治大学）卒業。判検事試験に及第し、司法官試補に任ぜられる。横浜地方裁判所の判事を経て、渡米してコロンビア大学に学び、帰国後横浜で弁護士を開業する。大日本共同運輸監査役、横浜市会議員、横浜英語学校校長、横浜商業会議所特別議員などをつとめる。

## 人物
島田三郎を師と仰いだ。住所は横浜市相生町6丁目。

## 家族・親族
山田家
- 長男・盛（1901年 - ?、弁護士、弁理士） - 横浜市中区生まれ[6]。第六高等学校を経て1925年に東京帝国大学法学部英法科を卒業、同年に弁護士試験に合格、有馬忠三郎法律事務所に勤務する[6]。1930年に独立、弁護士を開業する[6]。1942年に横浜弁護士会副会長、1957年に横浜弁護士会会長となる[1]。宗教はキリスト教[6]。住所は横浜市中区本牧町八王子[7]。
  - 同妻・百合子（1904年 - ?、猪俣泰作の三女）[7]
- 孫・尚典（弁護士、1932年 - ）[1]

親戚
- 長男の妻の父・猪俣泰作（二葉屋社長）[7]